# Estación Coqueiral
La Estación Coqueiral es una estación de metro del Metro de Recife, es la 10.ª estación más próxima del centro de la capital. El movimiento de la estación es relativamente bajo, pues no posee terminal intermodal, la estación es más utilizada para quien usa la Línea Centro. Es también utilizada para quien habita en los alrededores de la estación para quien usa el metro o quiere ir a estaciones que poseen alguna terminal intermodal. Es la última estación que atiende tanto el Ramal Camaragibe como el Ramal Jaboatão.